# پائولا اولسیوسکی
پائولا جی. اولسیوسکی یک زیست‌شیمی‌دان اهل ایالات متحده آمریکا است که به‌عنوان پژوهشگر همکار در مرکز امنیت سلامت دانشگاه جانز هاپکینز فعالیت می‌کند. او مدیر برنامه در بنیاد آلفرد پی. اسلون بود، جایی که برنامه‌های این بنیاد در زمینه میکروبیولوژی محیط‌های ساخته‌شده، شیمی محیط‌های داخلی و ابتکارات مدنی را ایجاد و هدایت کرد. او همچنین برنامه زیست‌امنیتی را تا پایان آن در سال ۲۰۱۱، و برنامه زیست‌شناسی سنتزی را تا پایان آن در سال ۲۰۱۴ هدایت کرد.

## تحصیلات
اولسیوسکی مدرک کارشناسی خود را در رشته شیمی با رتبه کوم لائوده از دانشکده ییل دریافت کرد، و مدرک دکتری در شیمی زیستی را از مؤسسه فناوری ماساچوست در سال ۱۹۷۹ با پایان‌نامه‌ای دربارهٔ تکامل دی-آمینو اسید دهیدروژناز، تحت نظارت کریستوفر تی. والش دریافت کرد. از سال ۱۹۸۰ تا ۱۹۸۲، او پژوهشگر پسادکتری در آزمایشگاه ویلیام اچ. بیرز در دانشگاه نیویورک بود.

## توسعه تجاری زیست‌فناوری و علوم زیست‌پزشکی
اولسیوسکی توسعه تجاری محصولات تشخیص درون‌کشتگاهی را در شرکت انزو بیوکم (NYSE:ENZ) رهبری کرد، یک شرکت زیست‌فناوری که بر دستکاری و اصلاح اسیدهای نوکلئیک برای تولید محصولات درمانی و تشخیصی تمرکز دارد. او همچنین ابتکار زیست‌فناوری شهر نیویورک، یک برنامه تأمین‌شده توسط دولت برای بهبود ظرفیت منطقه در رشد شرکت‌های زیست‌فناوری از طریق تقویت همکاری‌های بین صنعت و دانشگاه را هدایت کرد. همچنین، او دفتر توسعه فناوری را در بیمارستان جراحی تخصصی ایجاد و مدیریت کرد.

## نقش‌ها در هیئت‌های مدیره و کمیته‌های مشورتی
اولسیوسکی رئیس کمیته مشورتی علمی زیرکمیته تحقیقات امنیت داخلی در سازمان حفاظت محیط‌زیست ایالات متحده است، و در هیئت‌مدیره مؤسسه مسیر حیاتی نیز عضویت دارد. در سال ۲۰۰۱، او در هیئت مشاوران گزارش کارت واکنش زیستی مرکز جنگ‌افزارهای کشتارجمعی خدمت کرد. از ۲۰۰۳ تا ۲۰۰۹ او عضو شرکت فناوری ماساچوست بود. او نخستین زن فارغ‌التحصیل از این دانشگاه بود که به‌عنوان رئیس انجمن فارغ‌التحصیلان ام‌آی‌تی (۲۰۰۳–۲۰۰۴) خدمت کرد و همچنین عضو هیئت مشورتی ابتکار ام‌آی‌تی دربارهٔ نژاد و تنوع هیئت علمی در سال‌های ۲۰۰۸ تا ۲۰۰۹ بود. او همچنین عضو کمیته پیشرفت‌های فناورانه و جلوگیری از کاربرد آن‌ها در تهدیدهای نسل بعدی جنگ‌افزارهای زیستی بود، که گزارش شورای ملی پژوهش با عنوان «جهانی‌سازی، زیست‌امنیتی و آینده علوم زیستی» را منتشر کرد. از ۲۰۰۵ تا ۲۰۱۲، او در هیئت مشورتی کنسرسیوم ملی مطالعات تروریسم و واکنش به تروریسم (START) عضویت داشت.

## جوایز و افتخارات
در سال ۱۹۹۵، اولسیوسکی برنده جایزه «هنری بی. کین ۲۴» از مؤسسه فناوری ماساچوست شد، جایزه‌ای که به‌پاس خدمات و دستاوردهای برجسته در حوزه جمع‌آوری کمک‌های مالی اهدا می‌شود. در سال ۲۰۰۰، او نشان «برنز بیور» از انجمن فارغ‌التحصیلان ام‌آی‌تی را دریافت کرد که به‌دلیل خدمات ممتاز اعطا می‌شود — این بالاترین افتخاری است که انجمن به یکی از اعضای خود اعطا می‌کند. همچنین در سال ۲۰۰۰، او جایزه خدمات برجسته کلاس دانشگاه ییل را دریافت کرد، که توسط رهبری کلاس انتخاب و به هم‌کلاسی‌هایی که وقت، انرژی و اشتیاق خود را وقف کلاس کرده‌اند، اهدا می‌شود. در سال ۲۰۱۸، اولسیوسکی به‌عنوان همکار انجمن پیشرفت علوم آمریکا (AAAS) در بخش علوم شیمیایی انتخاب شد. در سال ۲۰۲۲، انجمن بین‌المللی کیفیت و اقلیم هوای داخلی، اولسیوسکی را به‌عنوان عضو جدید فرهنگستان خود معرفی کرد و همچنین جایزه ویژه این انجمن را به او اهدا کرد ″به‌پاس حمایت و پشتیبانی او از پژوهش‌های پایه در زمینه میکروبیولوژی و شیمی محیط داخلی. ″